# Škrába

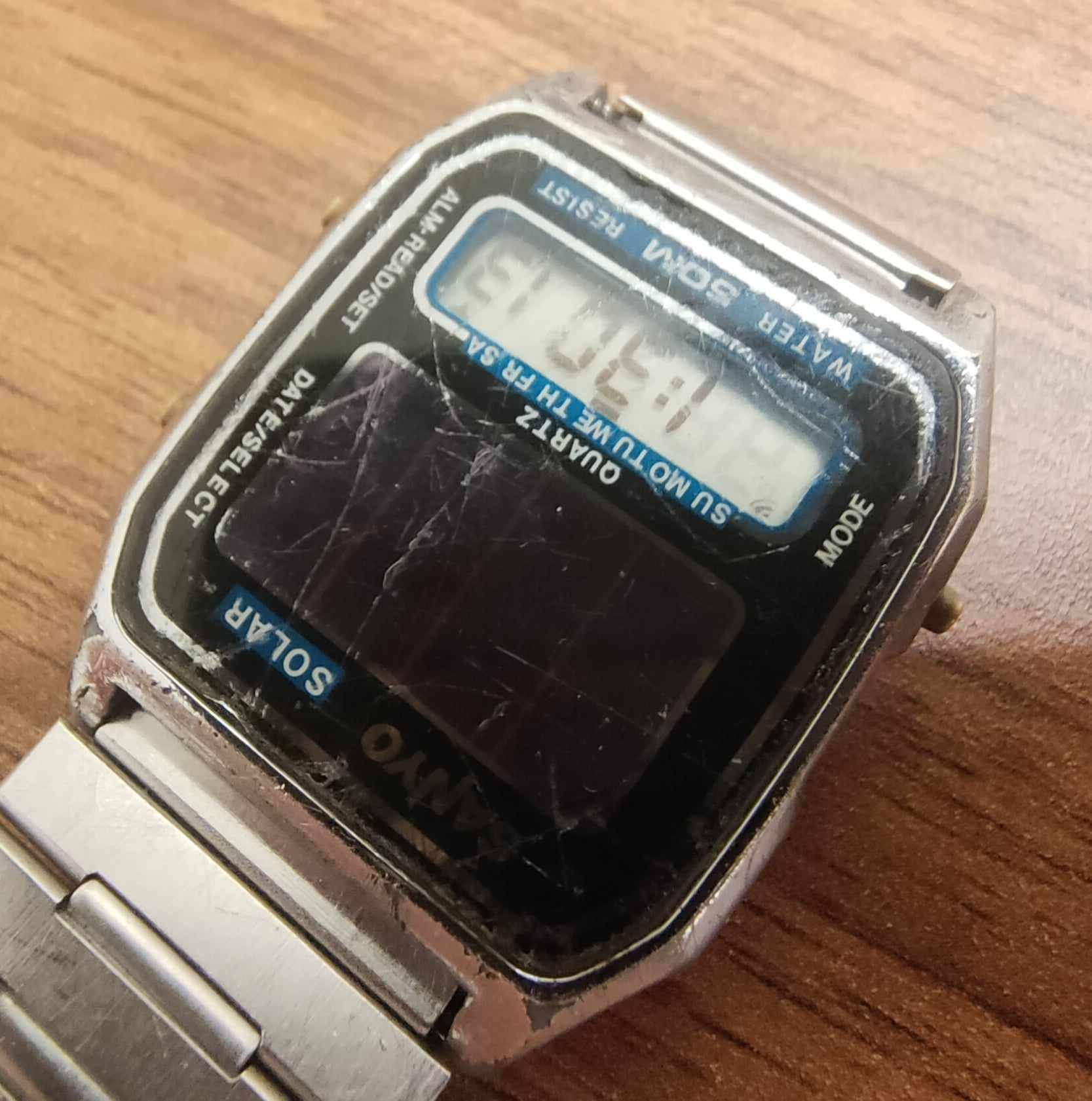
Velké množství škráb na skle quartzových hodinek.

Škrába (z latinského scalpere, též nazývána jako škrábance), odborná terminologie při výrobě optických přístrojů, brýlí, skla a pod. pro popis specifické vady povrchu. Výraz užívala s upřesněním škrába vlasová a škrába hrubá též bývalá ČSN 70 1570 (Bezpečnostní sklo tvrzené), je používán i v odborných textech.

## Charakteristika
Škrába je fyzické poškození povrchu materiálu nebo objektu, které je charakterizováno drobnými lineárními nebo obloukovými drážkami v materiálu. Tyto drážky obvykle vznikají v důsledku tření nebo mechanického kontaktu s tvrdším materiálem. Škráby mohou být viditelné na různých materiálech, včetně skla, plastů, kovů a jiných povrchů, které mají optickou povrchovou úpravu.
Menší vada se pak nazývá vlása, větší rýha.
Toto slovo doposud není obsaženo ve Slovníku spisovné češtiny.

## Příčiny, prevence
Škráby mohou mít různou hloubku a délku a mohou být způsobeny např. ostrými předměty, pískem, nebo neopatrným zacházení s povrchem. Tato poškození mohou mít významné estetické a funkční důsledky, zejména na optických površích, kde mohou způsobit zkreslení nebo rozptyl světla a snížit kvalitu zobrazení.
Pro ochranu povrchů před škrábáním se používají různé metody, jako jsou ochranné nátěry, povrchové úpravy, nebo používání ochranných filmů. V některých případech může být oprava škrábů možná například broušením nebo použitím speciálních přípravků na odstranění škrábů.
Škráby narušují kvalitu produktů, zejména v oblasti optiky, elektroniky a designu, kde estetika a funkčnost hrají klíčovou roli.